# ペンギン・ハイウェイ
『ペンギン・ハイウェイ』は、森見登美彦の長編小説。第31回日本SF大賞受賞作、2011年本屋大賞候補（3位）。のちにアニメ映画化、漫画化のメディアミックスが展開されている。

## 概要
郊外の町を舞台に、突然ペンギンの群れが出現する不思議な現象「ペンギン・ハイウェイ」や、森の奥で見つけた謎の球体〈海〉の調査を通し、小学4年生の男の子が成長していく姿を描くSF冒険譚。
『小説 野性時代』（角川書店）2007年4月・12月号、2008年1月・2月・4月 - 12月号に掲載され、大幅に加筆を行ったうえ2010年5月28日に同社から単行本が刊行された。2012年11月22日に角川文庫版が、2018年6月15日に角川つばさ文庫版が刊行されている。
2010年に第31回日本SF大賞を受賞。
2018年にアニメ映画化され、同年、アニメ映画を原作としたコミカライズも行われた。

## 制作背景
森見は、自身の子供時代や思春期の経験、当時の妄想を盛り込んだ「自分の原風景を描きたい」という思いを抱いており、大学1回生から3回生になるまでの期間をかけ原稿用紙1千枚を費やし、郊外を舞台とした女の子が主人公の中学生をめぐる「ジゼル」という作品を完成させている。しかし当時の技量ではうまく形にできす失敗作と感じていた。
その後小説家としての経験を積む中で表現技術が向上し、大学時代の敗北感から改めて自分の原点となる世界を小説化しようと決意し、本作を執筆している。
創作に当たり、静かな郊外の街は小説の舞台として「日常と非日常の関係」を作りにくいという課題があったが、主人公を小学生に設定し小学生の一人称を用いることで、幼少期に感じた「自分の家の近所には『世界の果て』のような不思議な場所がある」という想像力を活かし、郊外の街を冒険の舞台として描いている。また、主人公のアオヤマ君を、自身が幼少期に憧れた「理知的で強い子ども」として描きあげた。
「ペンギン・ハイウェイ」というタイトルは、テレビのドキュメンタリー番組で知った言葉に由来し、ペンギンが海から巣に戻る道を「ハイウェイ」と呼ぶことに魅力を感じ、また、自然の生き物であるペンギンと人工的な「ハイウェイ」という言葉の対比が作品の舞台となる郊外の街の雰囲気に合っていると考えた。さらに、執筆当時に読んでいたスタニスワフ・レムの小説『ソラリス』の影響を受け、「理解できない不思議な存在とどう向き合うか」というテーマが取り入れられている。
主人公のアオヤマ君は、科学への憧れを持つ少年だが、森見自身は彼のようなヒーローではなく、むしろアオヤマ君の友人であるウチダ君のような立ち位置だが、「自分の住む街のどこかに不思議なものがあるのでは」と考えていた点では、アオヤマ君と共通する部分があるとインタビューで答えている。

## あらすじ
小学4年生のアオヤマが住む郊外の街に、ある日突然、たくさんのペンギンが現れる不思議な出来事が起こり始める。アオヤマは「ペンギン・ハイウェイ研究」を始め、ペンギンの正体とどこへ行くのかを調べようとする。そんな中、アオヤマは顔見知りのお姉さんがペンギンを出す瞬間を目撃する。しかし、お姉さん自身も、なぜペンギンを出せるのか分からなかった。

アオヤマはお姉さんと一緒に、ペンギンが出てくる法則を探る実験を始める一方、友だちのウチダやクラスのハマモトと一緒に、ハマモトが見つけた森の奥の草原に浮かぶ謎の球体〈海〉についても調べ始める。アオヤマは、〈海〉とペンギン、そしてお姉さんの間には、何か不思議なつながりがあることに気づきだす。

## 主要人物
声の項はアニメ映画版のキャスト
アオヤマ
声 - 北香那
本作の主人公。小学4年生の男子。両親と妹と4人暮らし。
何でも実験しないと気がすまない研究者気質で、「スズキ君帝国」「プロジェクト・アマゾン」「お姉さん」「妹わがまま記録」などの研究をノートにまとめている。常に冷静で大人びているが強情で見栄っ張り。女性の胸に多大な関心を持ち、本人曰く「毎日ほんの30分ぐらい」胸のことを考えている。頭の良さを過信することはない。恋愛に関しては鈍感。踊るとロボットみたいになる。
街に突然現れるようになったペンギンたちの謎に興味を持ち、「ペンギン・ハイウェイ研究」を始める。
お姉さん
声 - 蒼井優
アオヤマが通う歯科医院で歯科助手として働く、気さくでどこかミステリアスな女性。ペンギンを出現させる不思議な力がある。
「○○だな」「○○だぞ」など、普段から男性語を多用している。海辺の町出身で1人暮らし。歯科医院の近くにある「海辺のカフェ」で、週に1回アオヤマにチェスを教えているほか、様々な場面においてアオヤマに助言するが、時にアオヤマの見栄っ張りや、胸に関心を持つことに呆れる。
街から離れると体調を崩したり、食事を一切とらなくても平気でいたりするなど謎めいた面が多いが、その理由は終盤で判明する。
ウチダ
声 - 釘宮理恵
アオヤマの男子クラスメイト。
眼鏡をかけている。アオヤマと探検隊を組織し、2人で街の秘密地図を作ったり、水路の水源をたどる「プロジェクト・アマゾン」を実施したりしている。内気でアオヤマほど口達者ではないが、宇宙や死に関してはアオヤマを超える知識や独自の知見を持つ。時に大胆な言動をすることもある。運動神経はあまり良くないが逃げ足は速い。
ハマモト
声 - 潘めぐみ
アオヤマの女子クラスメイト。アオヤマたちに負けず劣らずの研究者気質。
明るい栗毛。頭が良く自信家で、チェスが好き。冷静に物事を判断するが、感情的になる場面もある。
森の奥にある草原で謎の球体を発見し、誰も近づかないようにこわい噂を流した上で、〈海〉と名付けて1人で研究する。
スズキ
声 - 福井美樹
アオヤマの男子クラスメイト。体格も声も大きく、乱暴な言葉遣いをするクラスのガキ大将。
クラスの男子を絶対服従させており、アオヤマはその様子を「スズキ君帝国」と名付けている。そのわんぱくぶりにはクラスメイトも呆れている。
実はハマモトのことが好きだが、素直になれずちょっかいを出すことで接点を作ろうとするツンデレな一面もある。
コバヤシ
声 - 村瀬迪与
アオヤマの男子クラスメイト。スズキの配下。スズキに振り回されることも多い。
ナガサキ
声 - 地蔵堂武大
アオヤマの男子クラスメイト。スズキの配下。スズキに振り回されることも多い。
アオヤマの父
声 - 西島秀俊
会社員。アオヤマが素直になれる数少ない人物。
アオヤマにノートの書き方を教えた。息子の研究を温かく見守り、ときに思考のヒントを与える。
アオヤマの母
声 - 能登麻美子
専業主婦。
アオヤマの実験を見守っているが、無謀な実験には反対している。
アオヤマの妹
声 - 久野美咲
小学生（学年は不明）。わがままな性格。
ハマモトの父
声 - 竹中直人
大学の先生。大気の研究をしている。
甘い物が好きでアオヤマと同じ歯科医院に通っており、お姉さんとは知り合い。

## 受賞・候補歴
- 2010年 第1回 山田風太郎賞候補[11]
- 2010年 第31回 日本SF大賞受賞[2][12]
- 2011年 第8回 本屋大賞候補 - 3位[13]
- 2011年 第42回 星雲賞日本長編部門参考候補[14]

## 書誌情報
- 単行本：角川書店、2010年5月28日発売、ISBN 978-4-04-874063-0[3]
- 文庫本：角川文庫、2012年11月22日発売、ISBN 978-4-04-100561-3[4]
- 文庫本：角川つばさ文庫、2018年6月15日発売、ISBN 978-4-04-631798-8[5]、ぶーた (イラスト)
  - 初出：「小説 野性時代」（角川書店）2007年4月・12月号、2008年1月・2月・4月 - 12月号

2017年3月3日よりAudibleにて、安國愛菜によるナレーションのオーディオブックが配信されている。

## 郵便少年
2011年10月17日に、本作の前日譚にあたる短編小説『郵便少年』（ゆうびんしょうねん）が 入浴剤と小説がセットになった「ほっと文庫」（角川書店 & バンダイ）から発売された。小説は入浴剤のための書き下ろしで、すべてのストーリーが色、香りをキーワードに展開されており、「郵便少年」の入浴剤の色はグリーン、香りは森の香りであった。小説の内容はアオヤマが小学3年生のときの、ひと夏の出会いと別れの物語。
現在「ほっと文庫」の販売は終了しているが、本作のアニメ映画の公開に合わせて刊行された関連書「ペンギン・ハイウェイ 公式読本」（KADOKAWA）や、アンソロジー『ひとつのなつ。真夏に読みたい五つの物語』（角川書店、2014年7月）に収録されている。

### 書誌情報（ほっと文庫）
- 文庫本：角川文庫 & バンダイ、2011年10月17日発売、ISBN 978-4-04-130009-1

## アニメ映画
2018年3月1日にアニメ映画化の製作発表会見が行われ、同年8月17日に劇場公開された。短編アニメ『台風のノルダ』『陽なたのアオシグレ』などを手がけたスタジオコロリドの、初の長編作品である。
日本公開に先駆け、カナダ・モントリオールの第22回ファンタジア国際映画祭にて、最優秀アニメーション賞にあたる今敏賞（長編部門）を獲得した。第42回日本アカデミー賞優秀アニメーション作品賞受賞。第22回文化庁メディア芸術祭アニメーション部門優秀賞受賞。VFX-JAPANアワード 2019劇場公開アニメーション映画部門優秀賞受賞。

### あらすじ(アニメ映画)
郊外の町に住む小学4年の「アオヤマ君」は自分を非常に優秀な人間だと信じて、日々勉学や自主研究に励んでいる。虫歯で通っている歯医者の助手で、おっぱいの大きな「お姉さん」に恋をし、将来の結婚相手と定めて、お姉さんの研究ノートも付けているアオヤマ君。
ある日、町にペンギンの群れが現れた。同級生のウチダ君と調査の約束をするアオヤマ君。クラスの乱暴者のスズキ君に、ウチダ君が突き飛ばされ、腹を立てたアオヤマ君は、歯医者で出会ったスズキ君に「歯を全部抜かれるスタニスワフ症候群」と嘘をついて泣かせた。ペンギンについて調べ、海から陸の巣に向かう通り道を「ペンギン・ハイウェイ」と呼ぶことを知ったアオヤマ君は、ペンギンの調査を「ペンギン・ハイウェイ・プロジェクト」と名付けた。
ウチダ君とペンギン探しに出たアオヤマ君は、歯医者で騙されて怒ったスズキ君とその子分たちに見つかり、ロープで自動販売機に縛り付けられた。お姉さんに助けられ、グラグラしている前歯を抜くために糸を結ばれるアオヤマ君。怖がるアオヤマ君をじっとさせておくために、コーラ缶を買って宙に投げるお姉さん。コーラ缶は空中でペンギンに変身し、驚いて注目する間に、歯は抜かれていた。
なぜペンギンを出せるのか自分でも分からないと言うお姉さん。ウチダ君が駐車場で見つけて名付けたペンギンの「ペンタ」が、飲み食いしないのに元気だと聞いたアオヤマ君は、水族館で調べようと２人で電車で運んだが、町から離れるとペンタは弱り、コーラ缶に戻ってしまった。
クラスのハマモトさんは学者の娘で、アオヤマ君も一目置く知的な少女だった。アオヤマ君とウチダ君を町外れの森の先の広い草原に連れて行くハマモトさん。そこには直径数メートルの水のような球体が浮かんでいた。球体を一緒に観察しようと提案するハマモトさん。球体を「海」と呼び、秘密にして、夏休み中に観察記録を取り続ける3人。アオヤマ君の作った小型観測機「ペンギン号」を放り込んだが、機体は透明な「海」の中で消えてしまった。
アオヤマ君たちを尾行して草原の球体を見つけるスズキ君たち。押し倒されたアオヤマ君をペンギンの群れで助け、スズキ君たちを追い払うお姉さん。ペンギンに反応して水の塊を飛ばしだす「海」。アオヤマ君はお姉さんが学者に捕まり実験台にされることを恐れていたのだ。ハマモトさんは、お姉さんとペンギンのことを秘密にしていたアオヤマ君に腹を立て、先に帰ってしまった。
「海」とお姉さんの問題には繋がりがあると推理するアオヤマ君。帰り道の森の中には、お姉さんが本で読んだ怪獣(ジャバウォック)が現れ、学者の大人たちも立ち入っていた。アオヤマ君は日を追うごとに大きくなる「海」が自分たちの手に負えない危険なものだと判断して、「海」の研究の凍結を提案する。断固拒否したハマモトさんは消沈して帰宅し、心配した学者の父親(ハマモト先生)は娘のノートを見てしまった。お姉さんとペンギンの関係を知り、お姉さんに協力を依頼しに来るハマモト先生。
学者に知られたことは隠して、アオヤマ君を故郷である海辺の町への日帰り旅行に誘うお姉さん。だが、電車で町から離れると、お姉さんの具合が悪くなった。食欲がわかず、何日も食べなくても平気だと話すお姉さん。
新学期が始まり、教室に森で見つけたジャバウォックの幼生を持ち込むスズキ君。学者たちに呼ばれ、質問されたスズキ君と子分たちは、ハマモトさんから口止めされていた草原の「海」のことまで喋ってしまった。森に入り、巨大化した「海」に呑み込まれるハマモト先生や学者たち。
アオヤマ君は自分でも絶食を試みるが体調を崩して自分には無理だと思い知り、お姉さんがペンギンを作り、食べずにいられる「ペンギン・パワー」の源こそ「海」だと仮定した。
回復したアオヤマ君は登校すると、「海」が町の向こうにそびえるほど大きくなり、町に避難勧告が発令された。教師に教室で待機しろと言われたが、父親を探しに行きたいハマモトさん。罪滅ぼしで手を貸したスズキ君たちに助けられ、学校から抜け出すハマモトさんやアオヤマ君。ハマモトさんたちは消防署員に捕まったが、唯一逃げ延びたアオヤマ君はお姉さんと合流した。
「海」の正体は空間が歪み「世界の果て」が出現した穴のようなものだと仮説を述べるアオヤマ君。お姉さんが作り出すペンギンは世界の修復者であり、お姉さんの正体は人間ではなかったのだ。無数のペンギンを呼び出して「海」まで運ばれ、アオヤマ君と共に突入するお姉さん。
「海」の中で、不思議な異世界に立ち入り、ハマモト先生たちを発見するアオヤマ君とお姉さん。ペンギンたちが飛び立ち内側から切り裂くと、「海」は破裂して消え、異世界はいつもの町に戻った。アオヤマ君を抱きしめたお姉さんは、大人になって謎を解いたら会いに来てと言い残し、ペンギンと共に消え去った。
時は流れ、立派な大人になって世界の果てを見つけ、お姉さんと再会する日を「信念」とするアオヤマ君。そんな彼は草むらで、無くした観測機のペンギン号を見つけ、物語は終わる。

### キャスト（アニメ映画）
- アオヤマ君：北香那[6]
- お姉さん：蒼井優[6]
- ウチダ君：釘宮理恵[6]
- ハマモトさん：潘めぐみ[6]
- スズキ君：福井美樹[6]
- アオヤマ君のお母さん：能登麻美子[6]
- アオヤマ君の妹、ペンギン：久野美咲[6]
- アオヤマ君のお父さん：西島秀俊[6]
- コバヤシ君：村瀬迪与[6]
- ナガサキ君：地蔵堂武大[6]
- ヨシノ先生：木村珠莉[6]
- ヤマグチさん：和泉宗兵[6]
- カトウ：伊原農[6]
- ウエダ：堀総士郎[6]
- 消防団団長、ジャバウォック：大泊貴揮[6]
- 警察上官：内田紳一郎[6]
- キャスター：竹内夕己美[6]
- レポーター：高橋大輔[6]
- 歯科医受付女性：土井真理[6]
- タマル先生：蒔村拓哉[6]
- ヨシダさん：宮崎敦吉[6]
- おばさん：枝元萌[6]
- ドライバー：鈴木崚汰[6]
- マエダ君：藤原夏海[6]
- マルヤマ君：諏訪彩花[6]
- フジオカ君：飯田友子[6]
- オノさん：武田羅梨沙多胡[6]
- アオキさん：小堀幸[6]
- オカダさん：和多田美咲[6]
- 6年生女子：稲川英里[6]
- 5年生女子：飯沼南実[6]
- チバさん：佐藤里緒[6]
- オカ君：西川舞[6]
- ハマモトさんのお父さん：竹中直人[6]

### スタッフ（アニメ映画）
- 原作：森見登美彦『ペンギン・ハイウェイ』（角川文庫刊）
- 監督：石田祐康[6]
- 脚本：上田誠（ヨーロッパ企画）[6]
- 脚本協力：大歳倫弘、渡辺葉[6]
- 音楽：阿部海太郎[6]
- 主題歌：宇多田ヒカル「Good Night」（EPICレコードジャパン）[22]
- キャラクターデザイン：新井陽次郎[6]
- 演出：新井陽次郎、亀井幹太[6]
- 監督助手：渡辺葉[6]
- 作画監督：永江彰浩、加藤ふみ、石舘波子、山下祐、藤崎賢二[6]
- 美術監督：竹田悠介、益城貴昌[6]
- 色彩設計：広瀬いづみ[6]
- CGI監督：石井規仁[6]
- 撮影監督：町田哲[6]
- 音響監督：木村絵理子[6]
- 音楽プロデューサー - 佐野弘明[6]
- チーフプロデューサー - 松崎容子、山本幸治[6]
- プロデューサー - 尾崎紀子、松尾拓、武井克弘[6]
- アニメーションプロデューサー - 金苗将宏[6]
- 配給：東宝映像事業部
- 制作：スタジオコロリド[6]
- 製作：「ペンギン・ハイウェイ」製作委員会（フジテレビジョン、東宝、KADOKAWA、電通、ソニー・ミュージックエンタテインメント）

### 関連商品（アニメ映画）
書籍
- ペンギン・ハイウェイ 完全設定資料集 - KADOKAWA、2018年7月31日、ISBN 978-4-04-107329-2[23]

- ペンギン・ハイウェイ 公式読本 - KADOKAWA、2018年8月10日、ISBN 978-4-04-735260-5[24]
  - 短編小説「郵便少年」、エッセイ「ペンギンなのにハイウェイ」収録

サウンドトラック
- 「ペンギン・ハイウェイ」オリジナル・サウンドトラック - 2018年8月15日発売、ESCL-5094

## 漫画
アニメ映画版のコミカライズとして、『月刊コミックアライブ』（KADOKAWA メディアファクトリーブランド）2018年5月号から2019年4月号まで連載された。作画は屋乃啓人。

### 書誌情報（漫画）
- 屋乃啓人（漫画）、森見登美彦（原作） 『ペンギン・ハイウェイ』 KADOKAWA〈MFコミックス アライブシリーズ〉、全3巻
  1. 2018年07月23日発売[26]、ISBN 978-4-04-065082-1
  2. 2018年12月23日発売[27]、ISBN 978-4-04-065329-7
  3. 2019年05月23日発売[28]、ISBN 978-4-04-065710-3